# Phoradendron breedlovei
Phoradendron breedlovei är en sandelträdsväxtart som beskrevs av J. Kuijt. Phoradendron breedlovei ingår i släktet Phoradendron och familjen sandelträdsväxter. Inga underarter finns listade i Catalogue of Life.